# Günter Lamprecht

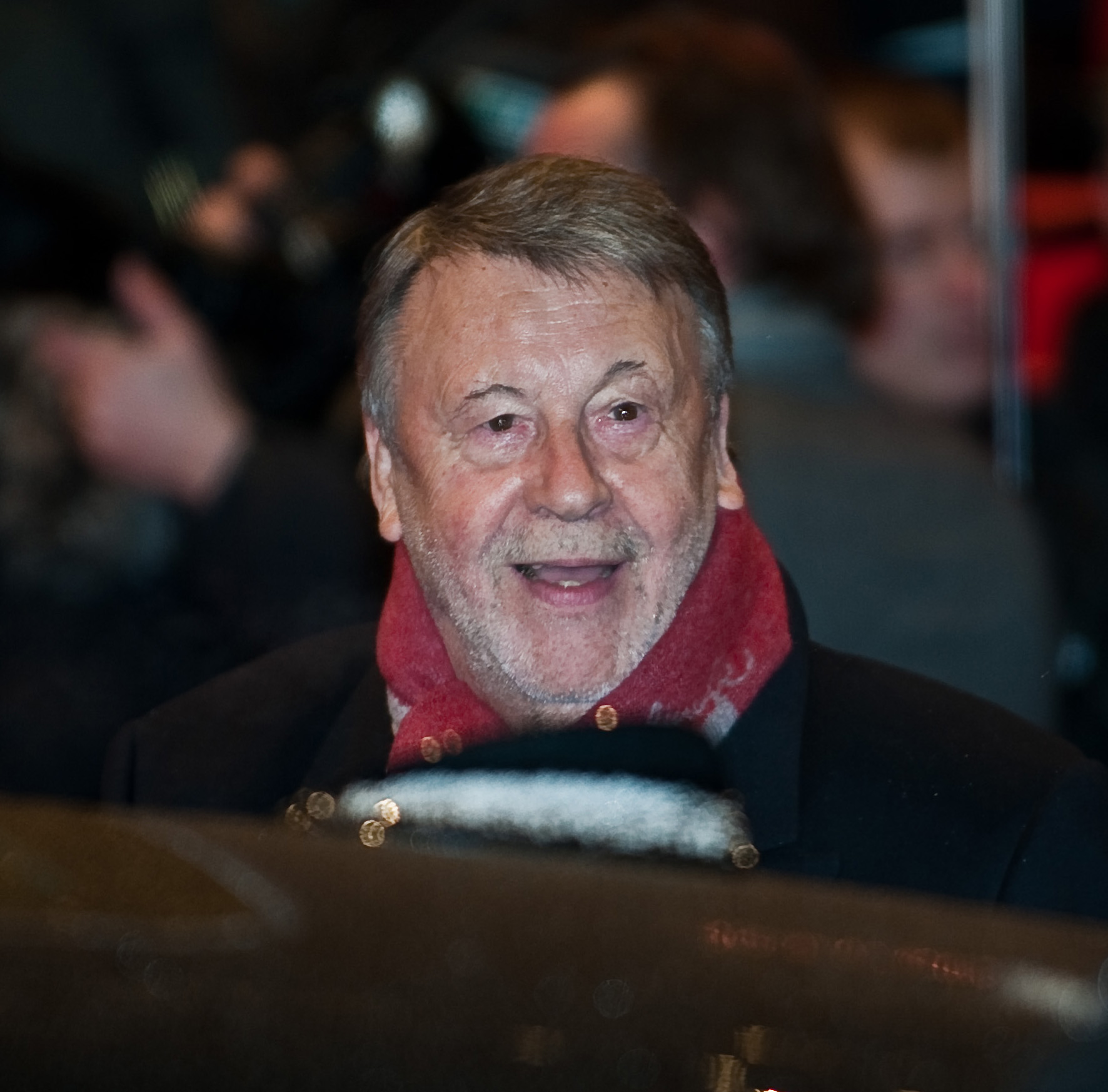
Günter Lamprecht 2010.

Günter Hans Lamprecht, född 21 januari 1930 i Berlin i dåvarande Weimarrepubliken, död 4 oktober 2022 i Bad Godesberg i Bonn, var en tysk skådespelare, mest känd för huvudrollen i Berlin Alexanderplatz (1980) och en liten biroll i Ubåten (1981).
Lamprecht föddes i Berlin 1930, i slutet av Weimar-eran, då Tyskland var en republik mellan världskrigen. Hans far var taxichaufför och en stark anhängare av det nationalsocialistiska partiet, vilket gav upphov till nazismen. Hans mor var städare. Mot slutet av andra världskriget, när han var 15, tjänstgjorde Lamprecht som sjukvårdare och begravde kroppar under slaget vid Berlin. Han tog senare i livet helt avstånd från nationalsocialismen.

## Filmografi (i urval)
- 1973 – Martha
- 1973 – Welt am Draht (TV-film)
- 1979 – Maria Brauns äktenskap
- 1980 – Berlin Alexanderplatz (TV-serie)
- 1981 – Ubåten
- 1997 – Comedian Harmonists
- 2017 – Babylon Berlin (TV-serie)